# L'uomo della Torre Eiffel
L'uomo della Torre Eiffel (The Man on the Eiffel Tower) è un film del 1949 diretto da Burgess Meredith. È tratto dal romanzo La testa di un uomo di Georges Simenon (1931).

## Trama
Il commissario Maigret fa evadere un giovane accusato di omicidio poiché non ha mai creduto alla sua colpevolezza. È vero che uno studente ceco, Johann Radek, è stato pagato per uccidere la ricca zia americana di Bill Kirby e che l'omicida ha ucciso anche la sua cameriera ma un fattorino, Joseph Heurtin, è stato accusato al suo posto e ora rischia la ghigliottina. La sua liberazione potrebbe aiutare a far fare un passo falso al vero assassino. Radek è molto furbo e Kirby si è suicidato. Nonostante la prudenza di Maigret, il primo capisce di essere sorvegliato e, quasi per sfida, provoca la morte di Helen, la moglie di Kirby. Sarà però proprio ciò che alla fine lo farà incastrare...